# Нілс ван дер Зван
Нілс ван дер Зван (нід. Niels van der Zwan, 25 червня 1967) — нідерландський академічний веслувальник.
Олімпійський чемпіон 1996 року в складі вісімки, учасник 1992, 2000 років.